# Dease River
Der Dease River ist ein rechter Nebenfluss des Liard River, der den Nordwesten der Provinz British Columbia in Kanada durchfließt.

## Flusslauf
Der Dease River bildet den Abfluss des Dease Lake. Dieser wird jedoch von zahlreichen Flüssen und Bächen gespeist, die die eigentliche Quelle des Flusses darstellen. Der längste dieser Zuflüsse ist der Little Dease Creek, welcher nahe dem Snow Peak 50 Kilometer westlich des Sees entspringt.
Der Dease River durchfließt die Cassiar Mountains und bildet anschließend die westliche Begrenzung des südlichen Yukon-Plateaus. Nach etwa 265 Kilometern, in denen der Fluss hauptsächlich in nordwestlicher Richtung verläuft, mündet er bei Lower Post in den Liard River.
Da der Dease River über weite Strecken parallel oder nahe dem British Columbia Highway 37 (Cassiar Highway) verläuft und ein Zugang somit relativ einfach ist, wird er durch Wassersportler sehr geschätzt.

## Geschichte
Der Dease River spielte für die an seinen Ufern siedelnden Tahtlan und Kaska eine große Rolle als Handelsweg und Nahrungsquelle. Der erste weiße Besucher war John McLeod, ein Pelzhändler der Hudson’s Bay Company, welcher im Sommer 1831 den Fluss erreichte und nach dem für den Mackenzie River District zuständigen Angestellten der Gesellschaft – Peter Warren Dease – benannte.